# エゼリヤ
エゼリヤ（Ezeliya）は、フランス生産・アイルランド調教の競走馬である。主な勝ち鞍は2024年のオークスステークス。

## 概要

### 2歳（2023年）
8月24日のレパーズタウン競馬場の未勝利戦にてクリス・ヘイズを背にデビューして4着。続く9月26日のコーク競馬場の未勝利戦にて初勝利を挙げた。

### 3歳（2024年）
4月27日のサルサビルステークス(G3)に出走して勝利してグループ競走初制覇を果たす。
5月31日のオークスステークス(G1)では2番人気の支持を受けて出走。後方馬群の中団に待機して追走。逃げ馬が捕らえられると各馬は横一線となって追撃を始める。エゼリヤは馬場の中央寄りに持ち出されて、鞍上のヘイズが他馬よりも仕掛けを遅らせてから加速。残り1ハロン手前のところで先に抜け出していたダンスシーケンスを捕らえると、そのまま3馬身差を付けて快勝。3連勝でクラシック制覇を果たした。
今後はアイリッシュオークスや凱旋門賞などが検討されていた。しかし、調教中に負傷に見舞われ、秋にレースを使うのは難しいと判断。7月6日にアガ・カーンスタッドの公式サイトで引退が発表された。管理するウェルドは「あまり大きな馬ではなかったが能力は高く、オークスを勝てたことはとてもスペシャルだった。彼女は間違いなく私が管理した牝馬の中で最高の1頭であり、繁殖牝馬として成功する高いポテンシャルを秘めている」と本馬の競走能力の高さと繁殖での期待を語った。
引退後はアイルランドのギルタウンスタッドで繁殖入りとなる。

## 血統表
| エゼリヤの血統      | エゼリヤの血統                                                       | エゼリヤの血統                                                       | （血統表の出典）                                                     | （血統表の出典）    |
| 父系                | ミスタープロスペクター系                                             | ミスタープロスペクター系                                             | ミスタープロスペクター系                                             |                     |
| 父 Dubawi 鹿毛 2002 | 父の父Dubai Millennium 鹿毛 1996                                     | Seeking the Gold                                                     | Mr. Prospector                                                       | Mr. Prospector      |
| 父 Dubawi 鹿毛 2002 | 父の父Dubai Millennium 鹿毛 1996                                     | Seeking the Gold                                                     | Con Game                                                             |                     |
| 父 Dubawi 鹿毛 2002 | 父の父Dubai Millennium 鹿毛 1996                                     | Colorado Dancer                                                      | Shareef Dancer                                                       | Shareef Dancer      |
| 父 Dubawi 鹿毛 2002 | 父の父Dubai Millennium 鹿毛 1996                                     | Colorado Dancer                                                      | Sweet Alliance                                                       |                     |
| 父 Dubawi 鹿毛 2002 | 父の母Zomaradah 青鹿毛 1995                                          | Deploy                                                               | Shirley Heights                                                      | Shirley Heights     |
| 父 Dubawi 鹿毛 2002 | 父の母Zomaradah 青鹿毛 1995                                          | Deploy                                                               | Slightly Dangerous                                                   |                     |
| 父 Dubawi 鹿毛 2002 | 父の母Zomaradah 青鹿毛 1995                                          | Jawaher                                                              | *ダンシングブレーヴ                                                  | *ダンシングブレーヴ |
| 父 Dubawi 鹿毛 2002 | 父の母Zomaradah 青鹿毛 1995                                          | Jawaher                                                              | High Tern                                                            |                     |
| 母 Eziyra 栗毛 2014 | 母の父Teofilo 鹿毛 2004                                              | Galileo                                                              | Sadler's Wells                                                       | Sadler's Wells      |
| 母 Eziyra 栗毛 2014 | 母の父Teofilo 鹿毛 2004                                              | Galileo                                                              | Urban Sea                                                            |                     |
| 母 Eziyra 栗毛 2014 | 母の父Teofilo 鹿毛 2004                                              | Speirbhean                                                           | *デインヒル                                                          | *デインヒル         |
| 母 Eziyra 栗毛 2014 | 母の父Teofilo 鹿毛 2004                                              | Speirbhean                                                           | Saviour                                                              |                     |
| 母 Eziyra 栗毛 2014 | 母の母Eytarna 栗毛 2006                                              | Dubai Destination                                                    | Kingmambo                                                            | Kingmambo           |
| 母 Eziyra 栗毛 2014 | 母の母Eytarna 栗毛 2006                                              | Dubai Destination                                                    | Mysterial                                                            |                     |
| 母 Eziyra 栗毛 2014 | 母の母Eytarna 栗毛 2006                                              | Ebaziya                                                              | Darshaan                                                             | Darshaan            |
| 母 Eziyra 栗毛 2014 | 母の母Eytarna 栗毛 2006                                              | Ebaziya                                                              | Ezana                                                                |                     |
| 母系(F-No.)         | Stray Shot(FN:13-c)                                                  | Stray Shot(FN:13-c)                                                  | Stray Shot(FN:13-c)                                                  |                     |
| 5代内の近親交配     | Mr.Prospector：S3×M5, Shirley Heights：S4×M5, Northern Dancer：S5×M5 | Mr.Prospector：S3×M5, Shirley Heights：S4×M5, Northern Dancer：S5×M5 | Mr.Prospector：S3×M5, Shirley Heights：S4×M5, Northern Dancer：S5×M5 |                     |

- 母エジーラはブランドフォードステークスなどグループ競走5勝[5]。